# Hoofdpijn
Hoofdpijn,  pijn gelokaliseerd in en om het hoofd, is vrijwel altijd een onschuldige klacht.
Hersenweefsel is gevoelloos. De oorzaken van hoofdpijn moeten dan ook gezocht worden in de spieren en banden rond schedel en nek, de bloedvaten, de hersenvliezen en de hersendruk.

## Oorzaken
De meeste hoofdpijn is spanningshoofdpijn. Migraine en hoofdpijn door medicijngebruik zijn de nummers twee en drie. Een patiënt kan meerdere oorzaken voor zijn hoofdpijn hebben. Bij hoofdpijn kunnen psychosociale oorzaken een rol spelen.

### Hoofdpijnsyndromen
- Spanningshoofdpijn: ontstaat door te grote gevoeligheid van de peesaanhechtingen aan  nek en schedel. De patiënt voelt dit alsof er een band strak om het hoofd zit of dat er van beide zijden op het hoofd of van achter op de nek geduwd wordt. Meestal is er geen braakneiging of gevoeligheid voor licht of geluid. Meestal houdt de hoofdpijn enkele uren aan.
- Migraine: komt in aanvallen van nogal hevige kloppende hoofdpijn aan één kant van het hoofd, vaak met misselijkheid, braken en met overgevoeligheid voor licht en geluid. De duur van de aanval varieert van een dagdeel tot drie dagen. Vaak gaan verschijnselen als flikkeringen of zwarte vlekken voor de ogen of tintelingen aan de hoofdpijn vooraf.
- Medicijnafhankelijke hoofdpijn: is chronisch en duurt vaak meer dan drie dagen per week. Oorzaken zijn pijnstillers (o.a. tegen de hoofdpijn), middelen tegen migraine, koffie, alcohol (kater) en chocolade.
- Clusterhoofdpijn: is heel heftige scherpe pijn rond de oogkas. De aanvallen duren tussen een kwartier en drie uur en komen enkele weken lang in groepen voor. De patiënt kan niet stil liggen of zitten.

### Hoofdpijn als teken van een ander probleem
- Ontsteking van de neusbijholten
- Koorts
- Drukverhoging binnen de schedel. Dit kan veroorzaakt worden door een bloeding in de hersenen of in de hersenvliezen, hydrocefalie (waterhoofd), hersenoedeem, bijvoorbeeld na een hoofdletsel enzovoorts.
- Aandoening van de hersenvliezen; ontsteking (meningitis), bloeding (arachnoidale bloeding).

## Oplettendheid
Extra oplettendheid is nodig als er neurologische verschijnselen zijn, zoals een al dan niet voorbijgaande verlamming. Ook als er een "nieuwe" hoofdpijn optreedt na de leeftijd van 50 jaar, migraine voor het zesde levensjaar of voor het eerst na de leeftijd van 40 jaar is het goed extra op te letten. Verder als de hoofdpijn, ontstaan na een ongeval, heftig is en steeds erger wordt of als ze heftig is en plotseling is ontstaan. Oplettendheid is ook op zijn plaats bij ouderen met pijn aan (een van) de slapen (ontsteking een bloedvat) en bij koorts, vooral als ze gepaard gaat met een stijve nek.  Verder zal de dokter op zijn hoede zijn bij zwangerschap, kleine kinderen, een snel stijgende bloeddruk en bij braken los van de hoofdpijn.

## Onderzoek
Bij de spanningshoofdpijn, migraine en middelenafhankelijke hoofdpijn wordt lichamelijk onderzoek niet nodig gevonden. 
Bij verdenking op een aandoening (infectie of bloeding) van de hersenvliezen wordt de patiënt met spoed verwezen naar de neuroloog. Deze zal een ruggenprik verrichten en daarbij de druk meten.
Bij verdenking op een tumor zal een CT-scan of een MRI-scan gemaakt worden.

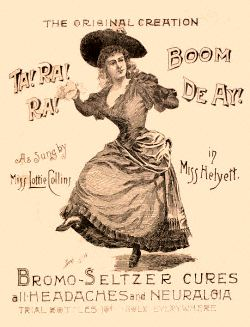
reclame uit 1880 voor een hoofdpijnmiddel

## Behandeling
- Door een hoofdpijndagboek bij te houden, kan de patiënt zelf uitlokkende oorzaken achterhalen (bijvoorbeeld slaapproblemen, voedingsstoffen, ruzie) en deze proberen te vermijden.
- Bij middelenafhankelijke hoofdpijn kan het verdachte middel maar meteen geheel gestaakt worden.
- Als pijnstiller kan kortdurend paracetamol en/of eventueel een NSAID gebruikt worden.
- Bij migraine moet onderscheid maken tussen het afbreken van een aanval (pijnstiller met braakmiddel; als dat niet helpt een triptaan, bijvoorbeeld sumatriptan enerzijds en het  voorkómen van een  aanval (bètablokker of hormonen (als menstruatieafhankelijk) of natriumvalproaat)
- Clusterhoofdpijn wordt behandeld met triptanen. Ook wordt zuurstof gebruikt voor het afbreken van een aanval. Hierbij maakt men gebruik van een speciaal non-rebreather masker. Alternatieve behandelingen zijn het innemen van hoge dosis vitamine D of het gebruik van kleine dosis hallucinerende paddo's om een serie van aanvallen (cluster) af te breken.

## Begeleiding
Veel ziekenhuizen hebben een hoofdpijnverpleegkundige in dienst. Ook in de huisartsenpraktijk kan intensieve begeleiding noodzakelijk zijn.